# Börje Mellvig
Harald Filip Börje Mellvig, född 23 november 1911 i Malmö, död 7 november 1998 i Oscars församling i Stockholm, var en svensk skådespelare, manusförfattare, regissör och textförfattare.

## Biografi
Börje Mellvig var son till Svenska Morgonbladets direktör Bernhard Mellvig och hade till en början tankar på att bli journalist. Han studerade även måleri för Otte Sköld innan han kom in på skådespelaryrket. Inledningsvis studerade han privat för Sandro Malmquist för att därefter komma in på Göteborgs Stadsteaters elevskola. Debuten skedde 1933 på Oscarsteatern i Stockholm. Han var därefter aktiv vid flertalet andra Stockholmsteatrar: Nya Teatern, Blancheteatern, Vasateatern och Boulevardteatern. På 1950-talet var han verksam inom Riksteatern. Mellvig började också att regissera på olika scener i Stockholm, Malmö och Uppsala och även i radion, där han kom att bli en av de flitigaste någonsin. Under 1970-talet verkade han vid Dramaten och han gjorde även uppsättningar för TV-teatern. Under en period var han konstnärlig ledare för Dramatikerstudion.
Mellvig var också verksam som film- och TV-skådespelare. Han debuterade 1937 i Gunnar Olssons Bergslagsfolk och kom att medverka i drygt 90 film- och TV-produktioner. Hans skådespeleri kännetecknades av en stram och bestämd stil, vilket gjorde honom passande för att agera auktoritära figurer i borgerligheten, till exempel advokater och affärsmän. Han spelade sällan huvudroller utan oftast biroller. Han gjorde även en hyllad insats som den högfärdiga men godhjärtade brodern Erik i tv-filmatiseringen av Gideon Wahlbergs folklustspel Söderkåkar från 1970.
Mellvig är begravd på Norra begravningsplatsen i Solna, Stockholms län. Han var äldre bror till författaren Folke Mellvig.

## Filmografi
- 1937 – Bergslagsfolk
- 1941 – Söderpojkar
- 1941 – Ung dam med tur
- 1942 – Himlaspelet
- 1942 – En sjöman i frack
- 1943 – En vår i vapen
- 1943 – I dag gifter sig min man
- 1943 – Elvira Madigan
- 1944 – Den heliga lögnen
- 1944 – Narkos
- 1944 – Lev farligt
- 1944 – Gröna hissen
- 1944 – Nyordning på Sjögårda
- 1944 – Skogen är vår arvedel
- 1944 – Skeppar Jansson
- 1945 – En förtjusande fröken
- 1945 – Brott och straff
- 1945 – Den heliga lögnen
- 1945 – Flickor i hamn
- 1945 – Kungliga patrasket
- 1945 – Trötte Teodor
- 1945 – Gomorron Bill!
- 1945 – 13 stolar
- 1945 – Moderskapets kval och lycka
- 1946 – Kärlek och störtlopp
- 1946 – När ängarna blommar
- 1946 – Kristin kommenderar
- 1946 – I dödens väntrum
- 1946 – Rötägg
- 1946 – Försök inte med mej ..!
- 1946 – Peggy på vift
- 1947 – Krigsmans erinran
- 1947 – Sjätte budet
- 1948 – Kärlek, solsken och sång
- 1948 – På dessa skuldror
- 1948 – Intill helvetets portar
- 1948 – Kvinnan gör mig galen
- 1949 – Fängelse
- 1949 – Smeder på luffen
- 1949 – Farlig vår
- 1949 – Gatan
- 1949 – Sven Tusan
- 1949 – Jungfrun på Jungfrusund
- 1949 – Boman får snurren
- 1949 – Sjösalavår
- 1949 – Stora Hoparegränd och himmelriket
- 1950 – Medan staden sover
- 1950 – Hjärter Knekt
- 1950 – Ung och kär
- 1951 – Kvinnan bakom allt
- 1951 – Det var en gång en sjöman
- 1951 – Min vän Oscar
- 1951 – Bönans hemlighet (kortfilm)
- 1951 – Tull-Bom
- 1952 – När syrenerna blomma
- 1952 – Kärlek
- 1953 – Malin går hem
- 1953 – Mästerdetektiven och Rasmus
- 1953 – Dansa, min docka...
- 1953 – Marianne
- 1954 – I rök och dans
- 1954 – Ung sommar
- 1954 – Skattefria Andersson
- 1954 – Foreign Intrigue (TV-serie)
- 1955 – Janne Vängman och den stora kometen
- 1955 – Sommarnattens leende
- 1955 – Så tuktas kärleken
- 1955 – Blå himmel
- 1955 – Tales of Hans Anderson (TV-serie)
- 1956 – Suss gott
- 1956 – Rätten att älska
- 1956 – Där möllorna gå...
- 1956 – Pettersson i Annorlunda
- 1957 – Med glorian på sned
- 1957 – 91:an Karlsson slår knock out
- 1957 – Lille Fridolf blir morfar
- 1957 – Blondin i fara
- 1958 – Fröken April
- 1959 – Guldgrävarna
- 1959 – 13 Demon Street (TV-serie)
- 1960 – Tre önskningar
- 1961 – Änglar, finns dom?
- 1963 – Ett drömspel (TV-film)
- 1963 – Fan ger ett anbud
- 1964 – Tre dar på luffen
- 1964 – Älskande par
- 1964 – Slottstappning
- 1965 – Aftonstjärnan
- 1966 – Operation Argus (TV-serie)
- 1967 – Lorden från gränden
- 1968 – Pygmalion
- 1968 – Freddy klarar biffen
- 1970 – Som hon bäddar får han ligga
- 1970 – Grisjakten
- 1970 – Söderkåkar (TV-serie)
- 1970 – Röda rummet (TV-serie)
- 1971 – Lockfågeln
- 1973 – Den vita stenen (TV-serie)
- 1973 – N.P. Möller, fastighetsskötare (TV-serie)
- 1973 – Pappas pojkar (TV-serie)
- 1975 – Champagnegalopp
- 1977 – Friaren som inte ville gifta sig
- 1977 – Ärliga blå ögon (TV-serie)
- 1980 – Sinkadus (TV-serie)
- 1983 – Raskenstam
- 1983 – Farmor och vår Herre (TV-serie)
- 1983 – Spanarna (TV-serie)
- 1990 – Imorgon var en dröm (TV-film)

## Filmmanus
- 1945 – Fem i tolv (kortfilm)
- 1946 – Peggy på vift
- 1953 – Malin går hem (kortfilm)

## Regi
- 1943 – Tornebygd

## Teater

### Roller (ej komplett)
| År   | Roll                                 | Produktion                                                              | Regi               | Teater            |
| ---- | ------------------------------------ | ----------------------------------------------------------------------- | ------------------ | ----------------- |
| 1934 | Vännen                               | Leka med elden August Strindberg                                        | Sandro Malmquist   | Oscarsteatern     |
| 1934 | Pancrase                             | Det framtvingade giftermålet (Le Mariage forcé) Moliére                 | Sandro Malmquist   | Oscarsteatern     |
| 1936 | Lewis Dodd                           | Cirkus Sanger (The Constant Nymph) Margaret Kennedy och Basil Dean      | Sandro Malmquist   | Nya Teatern       |
| 1936 | Sjömannen                            | Venusspelet (L'Ennemie) André-Paul Antoine                              | Sandro Malmquist   | Nya Teatern       |
| 1936 | Johannes                             | Senapskornet Ebbe Linde                                                 | Sandro Malmquist   | Nya Teatern       |
| 1936 | Marskalk Dagobert                    | Mjölnarprinsen (Skyddsängeln) Zacharias Topelius                        | Sandro Malmquist   | Nya Teatern       |
| 1937 | Antigonus                            | En saga för vintern (The Winter's Tale) William Shakespeare             | Sandro Malmquist   | Nya Teatern       |
| 1937 | Ribadeau                             | Petrus den lycklige (Pétrus) Marcel Achard                              | Sandro Malmquist   | Nya Teatern       |
| 1938 | Dick Jones                           | Min hustru doktor Carson (Robert's wife) St. John Greer Ervine          | Harry Roeck-Hansen | Blancheteatern    |
| 1939 | Justin                               | Madame Bovary Gaston Baty                                               | Harry Roeck-Hansen | Blancheteatern    |
| 1942 | Kammarjunkaren                       | Sagan Hjalmar Bergman                                                   | Per Lindberg       | Konserthusteatern |
| 1943 | Pastor Harper                        | Arsenik och gamla spetsar (Arsenic and Old Lace) Joseph Kesselring      | Torsten Hammarén   | Oscarsteatern     |
| 1943 | Jude 2                               | Salome Oscar Wilde                                                      | Per-Axel Branner   | Nya Teatern       |
| 1944 | Kit Carson                           | Livet är ju härligt (The Time Of Your Life) William Saroyan             | Per Knutzon        | Oscarsteatern     |
| 1950 | Inspektören                          | Nina André Roussin                                                      | Per-Axel Branner   | Nya teatern       |
| 1954 | Inkvisitorn                          | Lärkan (L'alouette) Jean Anouilh                                        | Per-Axel Branner   | Nya Teatern       |
| 1956 | Gooper                               | Katt på hett plåttak (Cat on a Hot Tin Roof) Tennessee Williams         | Per Gerhard        | Vasateatern       |
| 1961 | Edouard Lablache Benjamin Beaurevers | Tokan (L'Idiote) Marcel Achard                                          | Tom Dan-Bergman    | Lilla Teatern     |
| 1965 | Schrank                              | West Side Story Leonard Bernstein, Stephen Sondheim och Arthur Laurents | Rikki Septimus     | Oscarsteatern     |
| 1976 | Advokaten                            | Chez nous Per Olov Enquist och Anders Ehnmark                           | Lars Göran Carlson | Dramaten          |

### Regi
| År   | Produktion                                     | Upphovsmän                                                       | Teater                                               |
| ---- | ---------------------------------------------- | ---------------------------------------------------------------- | ---------------------------------------------------- |
| 1941 | Hon som bär templet                            | Karin Boye                                                       | Nya Teatern Gästspel av Dramatikerstudion            |
| 1950 | Tio små niggerpojkar Ten Little Niggers        | Agatha Christie                                                  | Riksteatern                                          |
| 1951 | Markens gud The Field God                      | Paul Green Översättning Henrik Dyfverman och Sven-Bertil Norberg | Riksteatern                                          |
| 1953 | Vildanden                                      | Henrik Ibsen                                                     | Riksteatern                                          |
| 1955 | Lyckliga dagar Les jours heureux               | Claude-André Puget                                               | Riksteatern                                          |
| 1956 | Under trädet ligger yxan Under treet ligg øksa | Tormod Skagestad                                                 | Riksteatern                                          |
| 1957 | Othello                                        | William Shakespeare                                              | Riksteatern                                          |
| 1958 | Gengångare Gengangere                          | Henrik Ibsen                                                     | Riksteatern                                          |
| 1959 | Råttfällan The Mousetrap                       | Agatha Christie                                                  | Lisebergsteatern Regi tillsammans med Bengt Blomgren |
| 1961 | Processen mot Jesus Process a Jesus            | Diego Fabbri Översättning Karin Alin                             | Malmö stadsteater                                    |

## Radioteater

### Roller
| År   | Roll                             | Produktion                                         | Regi               |
| ---- | -------------------------------- | -------------------------------------------------- | ------------------ |
| 1942 | Kammarjunkaren                   | Sagan Hjalmar Bergman                              | Per Lindberg       |
| 1948 | Joseph, hovmästare               | Vi skiljas Victorien Sardou                        | Rune Carlsten      |
| 1950 | Frid                             | Hillmans detektivbyrå: Naturlig död? Folke Mellvig | Lars Madsén        |
| 1950 | Golftränaren Sture Olsson        | Hillmans detektivbyrå: Vattengraven Folke Mellvig  | Lars Madsén        |
| 1951 | Ingenjör Kallsjö                 | Hillman & Son: Mord på löpande band Folke Mellvig  | Lars Madsén        |
| 1955 | Verkmästare Henry Lindberg       | Hillman och de tre ingenjörerna Folke Mellvig      | Carl-Otto Sandgren |
| 1957 | Provinsialläkare Hans Strandberg | Grönt för mord Folke Mellvig                       | Arne Mattsson      |
| 1958 | Marcel Fleur                     | Flyg fula fluga... Folke Mellvig                   | Carl-Otto Sandgren |
| 1959 | Berättare                        | Vägglusen Vladimir Majakovskij                     | Staffan Aspelin    |